# Włodzimierz Olgierdowicz

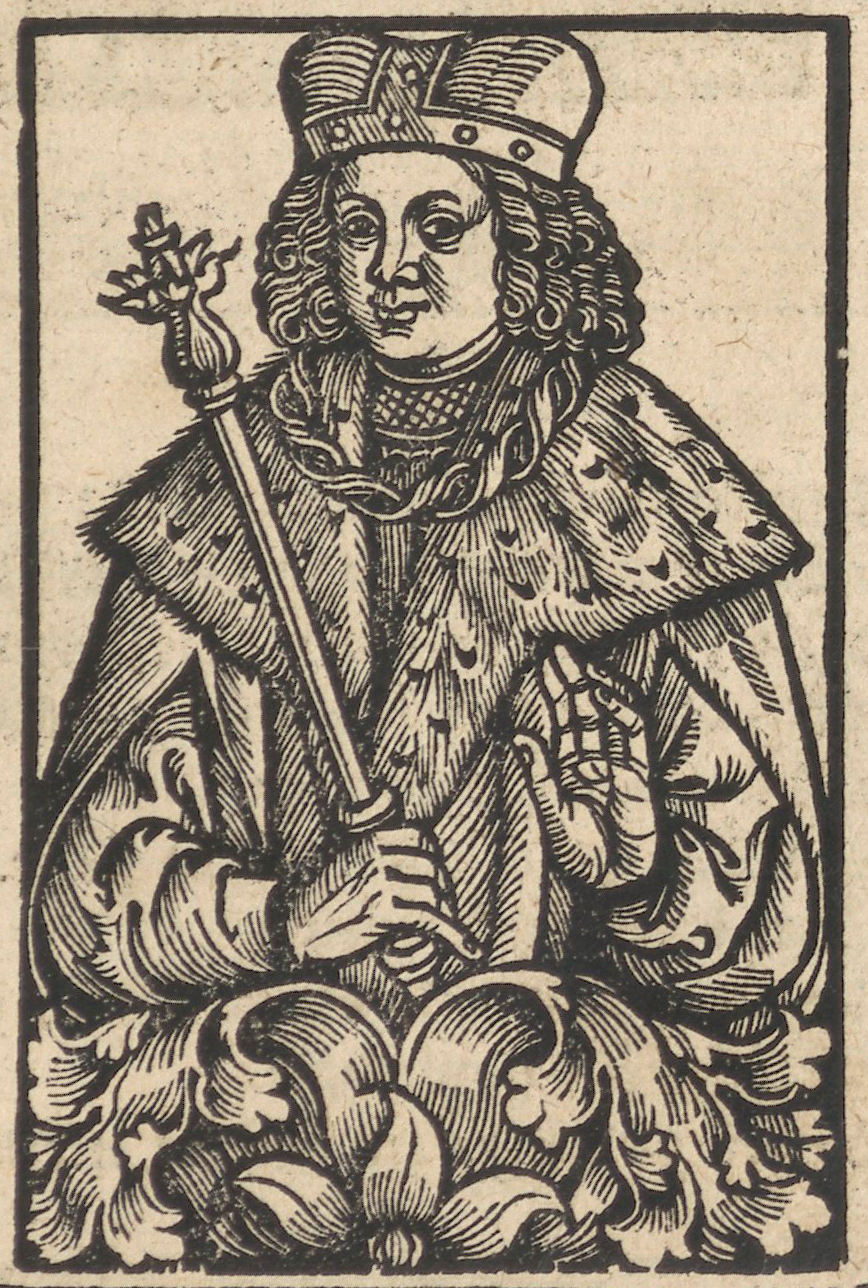
Włodzimierz Olgierdowicz

Włodzimierz Olgierdowic (zm. po 12 października 1398) – starszy syn Olgierda, wielkiego księcia litewskiego i jego pierwszej żony Anny, książę kijowski (1377–1395), następnie kopylski i słucki. 

## Życiorys
Podtrzymując tradycję, że o obsadzie metropolity "całej Rusi" decyduje książę kijowski, wspierał starania metropolity Cypriana o podporządkowanie Cerkwi w Moskwie, więżąc w 1384 metropolitę Dionizego. Po wstąpieniu Jagiełły na tron Polski uznał się jego lennikiem i potwierdził swoją wierność królowej Jadwidze, Jagielle i Koronie Królestwa Polskiego 12 lipca 1388 w Łucku.
Po dojściu Witolda do władzy namiestnika na Litwie (ugoda w Ostrowie 1392), Włodzimierz próbował bronić swojego władztwa przed zakusami Witolda i Skirgiełły. Pod koniec października lub w listopadzie 1394 został jednak pozbawiony władzy nad Kijowem, w zamian zaś otrzymał księstwo kopylskie i słuckie i stał się wasalem Witolda. Włodzimierz występuje po raz ostatni w źródłach jako świadek traktatu Witolda z zakonem krzyżackim z 12 października 1398.
Dziećmi Włodzimierza Olgierdowica byli:
- córka, żona księcia twerskiego Wasyla,
- córka, żona księcia raciborskiego Janusza II,
- Aleksander, zwany Olelko (ur. 1395 lub wcześniej, zm. 1454), od którego wywodzi się ród Olelkowiczów-Słuckich,
- Iwan Bielski (zm. 1452 lub później), od którego wywodzi się ród Bielskich[6],
- Andrzej.